# Titularbistum Helenopolis in Bithynia
Helenopolis in Bithynia (ital.: Elenopoli di Bitinia) ist ein Titularbistum der römisch-katholischen Kirche.
Es geht zurück auf einen untergegangenen Bischofssitz in der antiken Stadt Helenopolis, die in der römischen Provinz Bithynia lag. Der Bischofssitz war der Kirchenprovinz Nikomedia zugeordnet.
| Titularbischöfe von Helenopolis in Bithynia |                                            |                                                                    |                   |                   |
| Nr.                                         | Name                                       | Amt                                                                | von               | bis               |
| 1                                           | Giuseppe Cusani OESA                       |                                                                    | 2. Dezember 1669  | 2. Mai 1672       |
| 2                                           | Philip Thomas Howard of Norfolk OP         | Großalmosenier am englischen Königshof mit Weihegewalt für England | 16. Mai 1672      | 23. März 1676     |
| 3                                           | Johannes Schmitzberger OSB                 | Weihbischof in Wien (Österreich)                                   | 18. Dezember 1673 | 28. August 1683   |
| 4                                           | Leopold Heinrich Wilhelm von Schorror      | Apostolischer Vikar von Ober- und Niedersachsen (Deutschland)      | 15. Dezember 1728 | 9. September 1753 |
| 5                                           | Filippo Scarola                            |                                                                    | 20. Juli 1801     |                   |
| 6                                           | Anton Alois Buchmayer                      | Weihbischof in Wien (Österreich)                                   | 6. April 1835     | 30. Januar 1843   |
| 7                                           | Jan Kanty Dąbrowski                        | Weihbischof in Gnesen-Posen (Polen)                                | 19. Juni 1843     | 4. April 1853     |
| 8                                           | Francesco Maiorsini                        |                                                                    | 30. November 1854 | 20. Juni 1859     |
| 9                                           | Pierre-Julien Pichon MEP                   | Apostolischer Vikar von Süd-Sichuan (China)                        | 24. Januar 1860   | 12. März 1871     |
| 10                                          | Aleksander Kazimierz Gintowt-Dziewałtowski | Weihbischof in Płock (Polen)                                       | 23. Februar 1872  | 15. März 1883     |
| 11                                          | Flaviano Simoneschi                        | emeritierter Bischof von Terracina, Priverno und Sezze (Italien)   | 9. August 1883    | 13. Januar 1889   |
| 12                                          | Augusto Berlucca                           |                                                                    | 24. Mai 1889      | 1. August 1896    |
| 13                                          | Antonio Maria Cesareo                      |                                                                    | 7. November 1896  | 20. Februar 1907  |
| 14                                          | Rocco Francesco Vucic                      |                                                                    | 5. September 1907 | 24. Mai 1910      |
| 15                                          | Johann Baptist von Neudecker               | Weihbischof in München und Freising (Deutschland)                  | 8. März 1911      | 15. Oktober 1926  |
| 16                                          | Honoré-Joseph Coppieters                   | Koadjutorbischof von Gent (Belgien)                                | 28. Januar 1927   | 17. Mai 1927      |
| 17                                          | Michel-Thomas Labrecque                    | emeritierter Bischof von Chicoutimi (Kanada)                       | 11. November 1927 | 3. Juni 1932      |
| 18                                          | Giovanni Battista Ressia                   | emeritierter Bischof von Mondovi (Italien)                         | 4. Juli 1932      | 6. September 1933 |
| 19                                          | Wojciech Tomaka                            | Weihbischof in Przemyśl (Polen)                                    | 25. November 1933 | 6. Februar 1967   |